# Izrail Moisejevič Gelfand
Izrail Moisejevič Gelfand (ukrajinsko Ізраїль Мойсейович Гельфанд, rusko Изра́иль Моисе́евич Ге́льфанд, jidiško ישראל געלפֿאַנד), ukrajinsko-judovsko-ameriški matematik, biolog, fiziolog in biokemik, * 2. september (20. avgust, julijanski koledar) 1913, Okni, Podolska gubernija, Ruski imperij (danes Okni, Ukrajina), † 5. oktober 2009, Highland Park, New Jersey, ZDA.
Gelfand je trajno prispeval k različnim področjem matematike: teoriji grup, teoriji reprezentacij, linearni algebri idr. Od leta 1941 do 1990 je poučeval na Državni univerzi v Moskvi, kasneje pa je bil profesor na Rutgersovi univerzi v New Jerseyju. Med drugim je prejel red Lenina in leta 1978 skupaj s Sieglom Wolfovo nagrado za matematiko. Od leta 1984 je bil član Sovjetske akademije znanosti, od leta 1991 član Ruske akademije znanosti, od leta 1977 tuji član Kraljeve družbe v Londonu in mnogih drugih znanstvenih ustanov.

## Življenje in delo
Rodil se je v judovski družini računovodje v pridnestrskem mestecu Okni v takratni Podolski guberniji, danes del Odeške oblasti. Učil se je v hebrejskih, ruskih in ukrajinskih šolah. Zelo zgodaj se je začel zanimati za matematiko. Leta 1923 se je njegova družina preselila v Olgopil v Viniški oblasti, kjer je začel hoditi v srednjo šolo in se spoprijateljil z bodočim matematikom Milmanom. Srednje šole zaradi slabih družinskih razmer ni mogel končati in je leta 1930 odšel k daljnim sorodnikom v Moskvo. Nekaj časa je bil brezposeln in se je v Leninovi knjižnici sam izobraževal. Leta 1931 je začel poslušati večerna predavanja iz matematike v različnih šolskih zavodih.
Naslednje leto so ga brez visoke izobrazbe sprejeli za pripravnika v skupini Kolmogorova, kjer je bil do leta 1935, istočasno pa je leta 1932 začel predavati na Državni univerzi v Moskvi. Na Gelfanda je zelo vplival zgodaj umrli matematik Šnireljman. Poleg Šnireljmana in Kolmogorova so nanj vplivali tudi Ljusternik, Lavrentjev, Plesner in Petrovski.
Prvi znanstveni članek je napisal skupaj s Kolmogorovom. Leta 1935 je ubranil pripravniško dizertacijo z naslovom Abstraktne funkcije in linearni operatorji (Абстрактные функции и линейные операторы), ki je že vsebovala pomembne rezultate in lastno metodiko uporabe klasične analize pri proučevanju funkcij normiranih vektorskih prostorov. Leta 1939 je predstavil doktorsko dizertacijo, in leta 1940 doktoriral. V dizertaciji je predstavil svojo teorijo komutativnih normiranih kolobarjev in z njo postal eden od vodilnih matematikov svojega časa. Posebno pomembno je bilo, da je Gelfandova teorija normiranih kolobarjev prvič pokazala tesno vez med splošno banachovsko funkcionalno analizo in klasično analizo. Uporaba maksimalnih idealov ni dala vzpodbude le razvoju harmonične analize, ampak tudi vsemu nadaljnjemu razvoju algebrske geometrije. To Gelfandovo ustvarjalno obdobje se je zaključilo z monografijo Komutativno normiranje kolobarjev (Коммутативные нормированные кольца) v soavtorstvu z Rajkovom in Šilovom. V tem času se je začel ukvarjati s teorijo reprezentacij.
Med njegovimi učenci sta bila Szemerédi in Kirillov. Med letoma 1959 in 1960 se je pri njem izpopolnjeval Križanič.